# Vancouver Whitecaps Sub-23
El Vancouver Whitecaps II fue un equipo de fútbol de Canadá que jugó en la USL Premier Development League, la cuarta liga de fútbol más importante de los Estados Unidos.

## Historia
Fue fundado en el año 2005 en la ciudad de Vancouver, Columbia Británica como parte del sistema de desarrollo de jugadores del Vancouver Whitecaps FC de la MLS. Su primera temporada la jugaron en la Pacific Coast Soccer League de Canadá con el nombre Vancouver Whitecaps Reserves, en la que ganaron la división norte y perdieron la final ante el Victoria United. En la temporada siguiente la liga cambió de formato de liga, lo que hizo que el club lograr su primer y único título de la Pacific Coast Soccer League.

### Cambio a la USL PDL
En el 2007 el club estuvo inactivo para ingresar a la USL Premier Development League en 2008, logrando el segunda lugar de su división y accediendo a la semifinal nacional en su primer año, ya que fueron eliminados por el Thunder Bay Chill.
Fue hasta la temporada 2013 que volvieron a clasificar a los playoffs, aunque en esta ocasión fueron eliminados en la fase divisional y en la temporada 2014 también se quedaron en la fase divisional ante el FC Tucson tras obtener el tercer lugar de su división, siendo su última temporada de existencia.

## Palmarés
- PCSL: 1

2006
- USL PDL Western Conference: 1

2008
- PCSL North Division: 1

2006
- Juan de Fuca Plate: 2

2012, 2013

## Estadios
- Percy Perry Stadium; Coquitlam, British Columbia (2006)
- Terry Fox Field de la Simon Fraser University; Burnaby, British Columbia (2008–2011)
- Swangard Stadium; Burnaby, British Columbia (2010, 2012)
- Empire Field; Vancouver, British Columbia (2011)
- Hugh Boyd Stadium; Vancouver, British Columbia (2011) 1 juego
- Thunderbird Stadium; Vancouver, British Columbia (2013)

## Entrenadores
- Thomas Niendorf (2008–2009)
- Colin Miller (2010)
- Craig Dalrymple (2010, 2012)
- Richard Grootscholten (2010–2012)
- Stuart Neely (2013-)

## Jugadores

### Jugadores destacados
| - Vicente Arze - Tyler Baldock - Luca Bellisomo - Brandon Bonifacio - Wesley Charles - Gordon Chin - Jeff Clarke - Michael D'Agostino - Srdjan Djekanovic - Randy Edwini-Bonsu | - Ben Fisk-Routledge - Ethan Gage - Jhamie Hyde - Marlon James - Diaz Kambere - Stefan Leslie - Navid Mashinchi - Dever Orgill - Dan Pelc - Kyle Porter | - Admir Salihovic - Alex Semenets - Keithy Simpson - Adam Straith - Simon Thomas - Russell Teibert - Mason Trafford - Kenold Versailles - Mason Webb - Nick Webb |